# A3012CA
A3012CA(えーさんぜろいちにいしーえー)は、カシオ計算機が製造しKDDI (au) が販売した携帯電話機である。

## 概要
KDDI/auブランド初のカメラ付き携帯電話としてデビュー。CDMA2000 1xやGPS機能、26万色相当TFD、12.8MBデータフォルダ、40和音着メロなど、ezムービーにこそ対応していないが同時期の他機種と比較して高いスペックを誇っていた。
本体デザインは、同社が本端末以前まで手がけていたG'zOneの様な、防水性能を備えた骨太なストレート型ボディから、曲線を用いたシンプルな折り畳み型のものになった。
ボディカラーは、ホワイトがデビューした後、同年5月にスカイブルー、同年7月にシルバーの順で発売された。
発売当時auはカメラ付きケータイに対し否定的な姿勢で、外付け簡易デジタルカメラのパシャパこそ存在したが、本機が登場するまではカメラ付き携帯電話は存在しなかった。
本機が登場する矢先、カメラ付きケータイを積極展開したJ-フォン（現・ソフトバンクモバイル）がこの前月に総契約者数でauを逆転したという事実を以てしても尚、実験的投入の要素が強かった。しかし本機が大きな人気を集めたことで、以降はauもカメラ付きケータイの積極展開に乗り出し、原則全モデルにカメラが内蔵された。

## 沿革
- 2001年11月22日 - テレコムエンジニアリングセンター(TELEC)による技術基準適合証明の工事設計認証（工事設計認証番号01XZAA1008）
- 2001年12月13日 - TELECによる技術基準適合証明の工事設計認証（工事設計認証番号01XZAA1009）
- 2002年3月11日 - KDDIから発表。
- 2002年4月1日 - 発売。
- 2012年7月22日 - CDMA2000 1xサービス終了により使用はこの日限りとなる。

## 機能
- カメラ（保存枚数最大800枚）

4倍デジタルズーム
画像加工
リサイズ機能
位置情報付加
オートプレイ機能
セルフタイマー撮影
- アドレス帖(500件登録可能。1件につき電話2、メール2)
- カレンダー
- 電卓機能

## 対応サービス
- eznavigation
- ezplus
- ezweb

## 注
1. ↑  2012年7月23日より利用不可